# 平曾川
平曾川（ひらそがわ）は、富山県下新川郡入善町を流れる二級河川。

## 特徴
源流は黒部川扇状地の平野部で、黒部川のすぐ近くにあるが、水源は地下河川による湧水であり、黒部川と直接は接していない。

## 地理
黒部川扇状地の地下河川の湧水を水源としている。全域が圃場整備により護岸されており、ほぼ直線を保ったまま日本海に流れる。
下流部では園家山(砂丘)の西側を流れる。

## 流域の観光地
- 園家山の一等三角点
- 園家山キャンプ場